# Pegaso España
Pegaso España fue un equipo español automovilístico creado para competir en Fórmula 1, fundado en 1954, con el fin de realizar pruebas y, si marchaba bien, competir en carrera. El Pegaso Z-105 fue el automóvil a fabricarse, pero nunca pasó de los planos por falta de presupuesto.
El equipo Pegaso España llegó a preinscribirse para participar en el Gran Premio de España de 1954 con un solo coche, al que se le preasignó el dorsal número 32. Sin embargo, al no haber conseguido apoyo, ni el coche llegó a la carrera ni el equipo se presentó en el circuito.

## Pegaso Z-105
Así se llamó al proyecto para competir en el Gran Premio de España de 1954. Fue concebido para ajustarse a las normativas de la competición del año 1954. Debido a la falta de apoyo económico por parte del gobierno de la España de posguerra, este automóvil se quedó en los planos.

### Datos conocidos
Entre los pocos datos que han llegado hasta nuestros días sobre el proyecto, se sabe que el Z-105 iba a estar basado en otro automóvil diseñado por Wifredo Ricart, el Alfa Romeo 512, por lo que tendría motor central trasero. Este motor tendría una cilindrada de 2,5 litros, de cuatro cilindros en línea, doble árbol de levas en cabeza con cámaras de combustión hemisféricas y refrigeración mixta por aire y agua. Del chasis se conoce que sería multitubular y que equiparía suspensión independiente en las cuatro ruedas.